# Козачковський Доміан Іванович

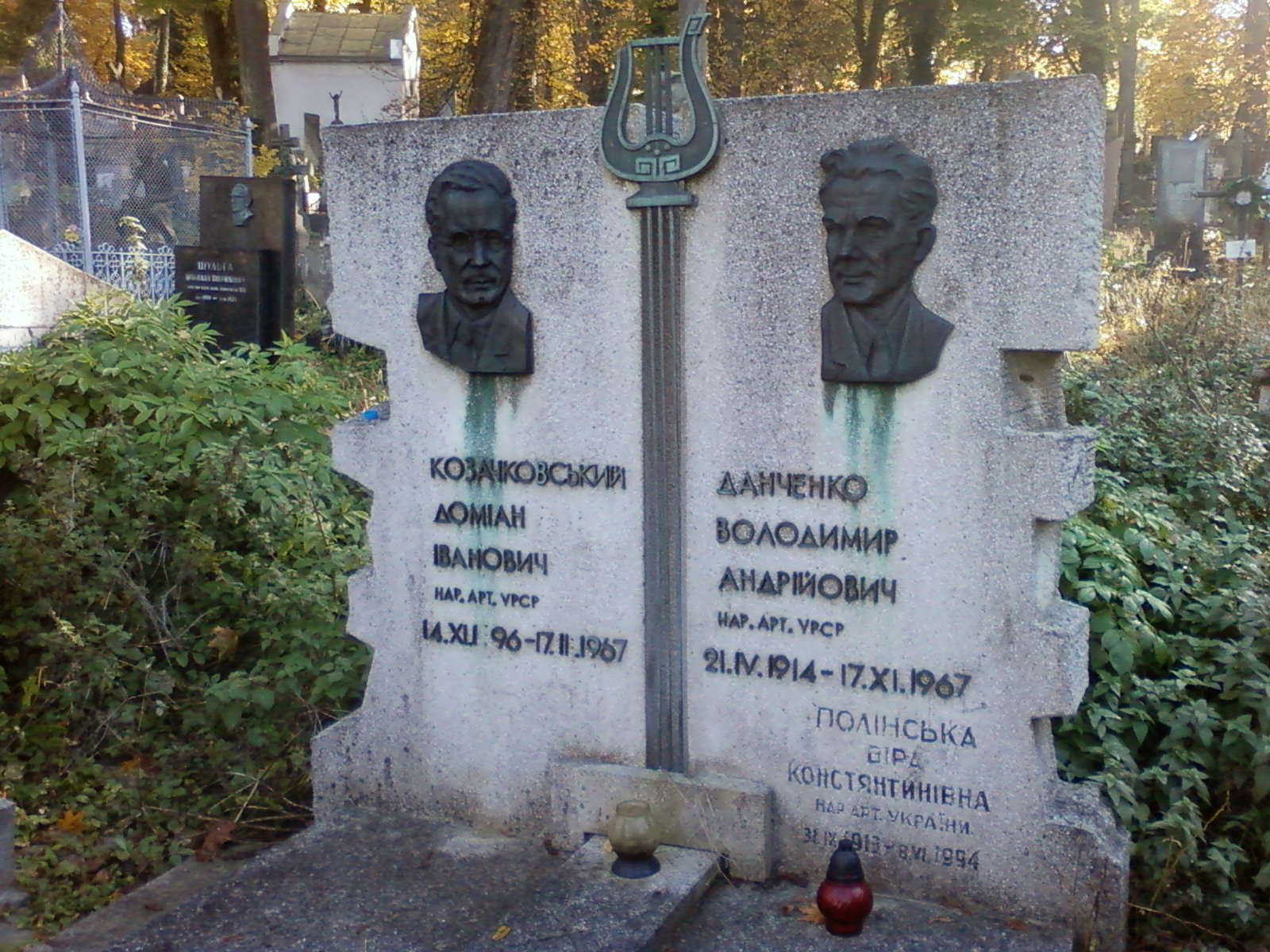
Пам'ятник на могилі Доміана Козачковського та Володимира Данченка на Личаківському цвинтарі (Львів)

Доміа́н Іва́нович Козачко́вський (1 листопада (13 листопада) 1896, с. Лисича, нині Полтавської області — 17 березня 1967, Львів, УРСР, СРСР) — український актор і режисер. Народний артист Української РСР (1954).

## Життєпис
Вперше виступив в українській професійній трупі Л. І. Леонідова і П. І. Каганця в 1914 році.
Був режисером Полтавського театрального товариства.
Після Жовтневої революції (1917) брав активну участь в організації драматичних і музичних театрів на Донбасі, в Харкові, Сумах тощо.
Працював у театрах: «Рух», ім. Франка, «Березіль», ім. Щепкіна (Суми).
З 1951 — актор Театру ім. Заньковецької (Львів).
Як режисер у Театрі ім. Заньковецької в різний час поставив вистави: «Паливода» І. Карпенка-Карого (1926), «Фуенте Овехуна» (1926), «Вій» О. Вишні за М. Гоголем (1927), «Хто сміється останнім» Кропиви (1953) та ін.
Яскравий комедійний і характерний актор. Також виступав як читець. Дебютував у кіно в 1954 році.
Помер 17 березня 1967 року. Похований на Личаківському цвинтарі у Львові.

## Фільмографія
- 1954 — Назар Стодоля (Хома Кичатий)
- 1956 — Є такий хлопець (Самилкін)
- 1956 — «Кривавий світанок» (поліцмейстер)
- 1960 — «Кров людська — не водиця» (Січкар)
- 1961 — Дмитро Горицвіт (Січкар)
- 1962 — Здрастуй, Гнате!/Здравствуй, Гнат! (генерал)

## Нагороди
- орден Леніна
- орден «Знак Пошани»
- Почесна грамота Президії Верховної Ради Української РСР (6.11.1964)
- Народний артист Української РСР (1954)